# Cesare Maldini
Pour les articles homonymes, voir Maldini.
Cesare Maldini, né le 5 février 1932 à Trieste en Italie et mort le 3 avril 2016 à Milan, est un footballeur et entraîneur italien qui évoluait au poste de défenseur, principalement pour l'AC Milan.

## Biographie
Cesare Maldini est le père de Paolo Maldini et les Maldini possèdent la particularité d'avoir remporté, avec les familles Sanchis et Busquets, la Coupe d'Europe des Clubs Champions/Ligue des Champions et qui plus est avec le même club.
Cesare effectue l'essentiel de sa carrière de joueur avec l'AC Milan, jouant 347 matchs de Série A. Assez élégant, il inspirera son fils Paolo, autre grand défenseur de l'histoire du football italien. Il remporte quatre fois le « scudetto » (Championnat d'Italie), une Coupe d'Europe des Clubs Champions contre le Benfica Lisbonne et une Coupe Latine en 1956.
Il s’est par la suite reconverti en entraîneur de club et d'équipes nationales en entraînant notamment pendant dix ans l’équipe des moins de 21 ans et ensuite l'équipe d'Italie lors de la Coupe du Monde 1998.
Maldini est nommé comme sélectionneur du Paraguay en 2001. Il quitte ses fonctions d’entraîneur de l'équipe du Paraguay juste après la Coupe du monde 2002 (à l'âge de 70 ans, il était alors le sélectionneur le plus âgé du tournoi). Il s'est éteint le 3 avril 2016, à l'âge de 84 ans. Ses obsèques ont eu lieu le 5 avril 2016 en la Basilique Saint-Ambroise à Milan en présence de Silvio Berlusconi et de nombreuses stars du club de football. 

## Carrière

### Joueur
- 1952  - 1954 : US Triestina ( Italie)
- 1954  - 1966 : Milan AC ( Italie)
- 1966  - 1967 : AC Torino ( Italie)

### Entraîneur
- 1973  - 1974 : Milan AC ( Italie)
- 1974  - 1976 : US Foggia ( Italie)
- 1976  - 1977 : Ternana Calcio ( Italie)
- 1978  - 1980 : Parme AC ( Italie)
- 1986  - 1996 : Équipe d'Italie espoirs
- 1996  - 1998 : Équipe d'Italie
- 2001 : Milan AC ( Italie)
- 2001  - 2002 : Équipe du Paraguay

## Palmarès

### Joueur

#### En club
- AC Milan :
  - Vainqueur de la Coupe d'Europe des Clubs Champions en 1963.
  - Champion de Serie A en 1955, 1957, 1959 et 1962.
  - Vainqueur de la Coupe Latine en 1956.
  - Vice-champion de Serie A en 1956, 1961 et 1965.
  - Finaliste de la Coupe d'Europe des Clubs Champions en 1958.
  - Finaliste de la Coupe intercontinentale en 1963.

### Entraîneur
- Italie espoirs
  - Vainqueur du Championnat d'Europe des Nations Espoirs en 1992, 1994, 1996.

### Distinctions individuelles
- Panchina d'oro pour l'ensemble de la carrière en 1996
- Membre de la All-Star Team de la Coupe du Monde en 1962
- Membre du Hall of Fame de l'AC Milan[3]